# Czernidłak kępkowy
Czernidłak kępkowy (Tulosesus congregatus (Bull.) D. Wächt. & A. Melzer) – gatunek grzybów należący do rodziny kruchaweczkowatych (Psathyrellaceae).

## Systematyka
Pozycja w klasyfikacji według Index Fungorum: Tulosesus, Psathyrellaceae, Agaricales, Agaricomycetidae, Agaricomycetes, Agaricomycotina, Basidiomycota, Fungi.
Po raz pierwszy opisał go w 1786 r. Jean Baptiste François Bulliard jako Agaricus congregatus. W 1838 r. Elias Fries przeniósł go do rodzaju Coprinus (czernidłak), a w 1879 r. Petter Karsten do rodzaju Coprinellus. Obecną nazwę nadali mu D. Wächt. i A. Melzer w 2020 r.
Synonimy:
- Agaricus congregatus Bull. 1786
- Agaricus disseminatus Schumach. 1803
- Coprinellus congregatus (Bull.) P. Karst. 1879
- Coprinus congregatus (Bull.) Fr. 1838
- Coprinus congregatus var. megasporus Bogart 1975[2]

Władysław Wojewoda w 2003 r. zaproponował polską nazwę czernidłak kępkowy, ale dla synonimu Coprinus congregatus. Nazwa ta jest niespójna z nazwą naukową. W opracowaniu Grzyby wielkoowocnikowe Kampinoskiego Parku Narodowego zaproponowano nazwę czernidłaczek kępkowy, ale ta nazwa też jest niespójna z aktualną nazwą naukową.

## Występowanie
Podano występowanie Coprinellus congregatus w licznych krajach Europy oraz w Ameryce Północnej. W Polsce gatunek rzadki. Znajduje się na Czerwonej liście roślin i grzybów Polski. Ma status E – gatunek zagrożony wymarciem, którego przeżycie jest mało prawdopodobne, jeśli nadal będą działać czynniki zagrożenia. Do 2003 r. w piśmiennictwie naukowym podano tylko 3 stanowiska, wszystkie bardzo dawne, podane przez niemieckich mykologów w Gdańsku i Prusach Wschodnich w latach 1888, 1904, 1921. Aktualne stanowiska podaje internetowy atlas grzybów.
Saprotrof. Rozwija się na słomie, kompoście, kiszonkach, odpadach kuchennych, próchnicznej glebie.